# Le Rotte

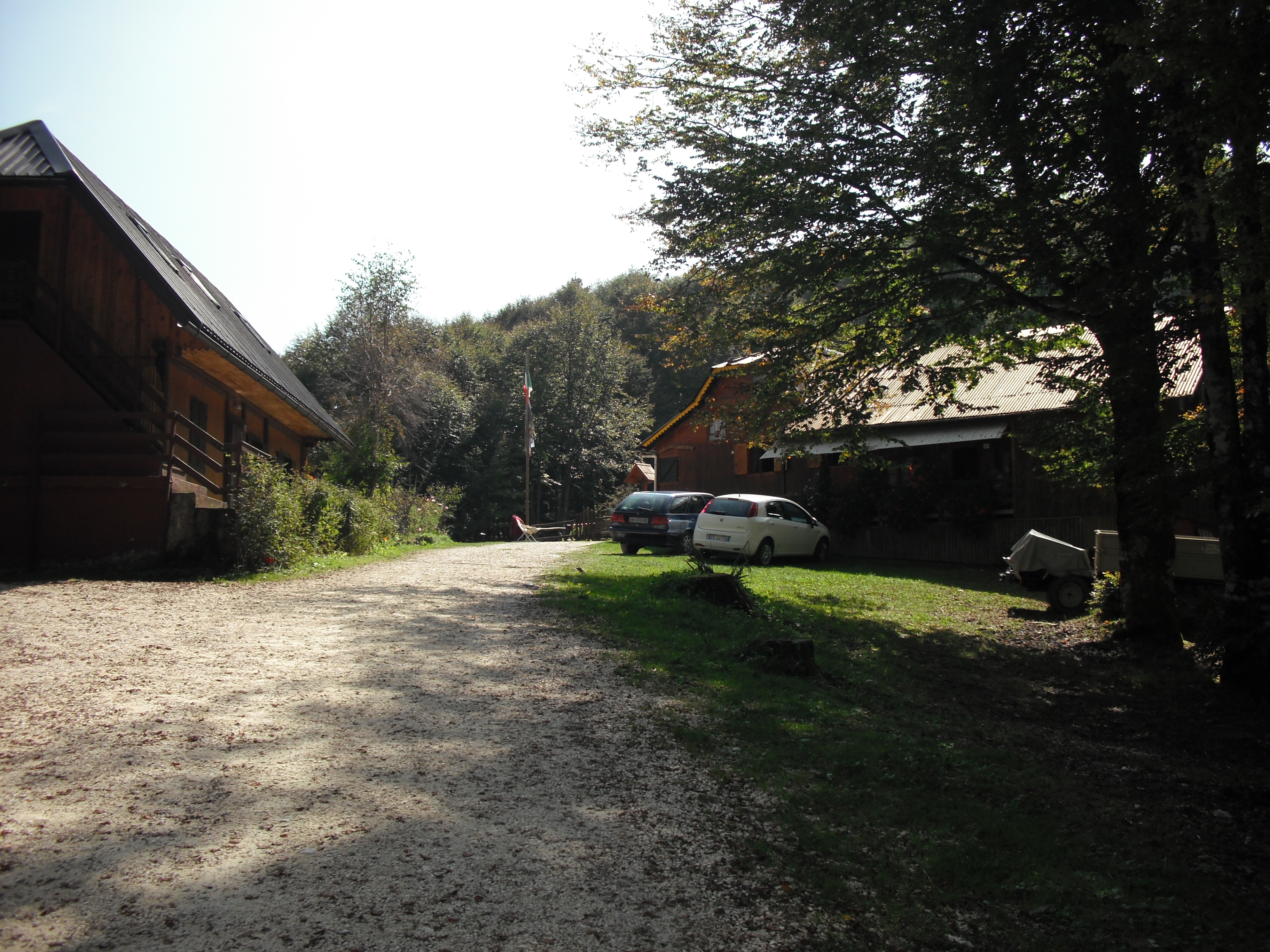
Le prime case del villaggio.

Le Rotte è uno dei villaggi cimbri dell'altopiano del Cansiglio. Posto a 1.081 m d'altitudine, è compreso nel comune di Fregona (provincia di Treviso).
Venne costruito nel 1890 dai fratelli Pompeo, Eliseo e Girolamo Azzalini, originari di Val Bona e poi residenti a Pian Osteria e ai Pich. Originariamente posto più ad ovest, all'inizio del Novecento venne ricostruito nei pressi della strada che da Fregona giungeva al Cansiglio passando per Cadolten, allora una delle più importanti vie di comunicazione della zona. Nei pressi si trovava una sorgente che assicurava l'approvvigionamento d'acqua.
Come altri villaggi dell'altopiano del Cansiglio, tra cui ad esempio Vallorch, esso venne distrutto durante le due guerre mondiali e poi sempre ricostruito. Fu abitato stabilmente sino alla prima metà del secolo scorso e oggi solo stagionalmente.
Si trova ai margini della Riserva Statale Campo di Mezzo-Pian di Parrocchia.